# 禰津信政
禰津 信政（ねつ のぶまさ、生歿年不詳）

## 家源
禰津氏（根津氏・祢津氏、ねづし或ねずし），信濃國小縣郡禰津（現長野縣東御市禰津）之武家氏族。
有說出自根津氏，南北朝期才稱禰津氏。然古記載多「禰津」、現代依「根津」書寫為多。
關於禰津氏的源流，通常的說法是源出滋野氏一族。滋野氏乃信州的豪族，清和源氏流。
平安後期分為海野氏（本家）、祢津氏与望月氏三家。真田氏是海野氏的嫡流。
禰津氏與海野氏、望月氏並稱為“滋野氏三家”。
海野氏的家紋為“六連錢”，望月氏的家紋為“月輪七曜”，禰津氏的家紋是“九曜”，
而滋野氏自己的家紋則是“月輪七九曜”。

## 生平
真田氏家臣，侍真田幸隆、真田昌幸。俗名神平、一無斎。小縣郡禰津城主。
正室為幸隆之妹、妹為幸隆之妻。原出生於有馴鷹者之家稱號的禰津家，其鷹狩流派為禰津流。
禰津氏甲陽流忍術之家元、甲陽流忍術之主。
後代女忍者集團「禰津流」的創立者。禰津家領地以「巫女道修練道場」為名，訓練修行「歩行巫女」(歩き巫女)，實際施以甲陽流忍術訓練，藉由遊歷諸國為武田家情報收集。
其術為幕末的松代藩繼承。

## 家庭
- 長男禰津主水(ネヅ モンド)，大坂之陣被討死。
- 次男禰津幸直(ネヅ シマノカミ、志摩守)仕真田信之、重臣。